# Nacti
Nacti war ein Volumenmaß in Portugal und Ostindien.
- 1 Nacti = 1,54 Liter
- 6400 Nactis = 1 Cumbo = 9866 2/3 Liter